# Francisco Fabro Bremundán
Francisco Fabro Bremundán, Bremundano o Bremundans (Besanzón, 1620-1690) fue un historiador y periodista español de origen borgoñón.
Fue secretario personal de don Juan José de Austria, hijo bastardo de Felipe IV y de la actriz María Calderón, la Calderona. Juan José de Austria conoció a Fabro Bremundán mientras el primero era virrey de Flandes. Antes, Fabro había servido como secretario de Diego de Saavedra Fajardo, de Luis de Benavides, marqués de Caracena, y del conde de Fuensaldaña, Alonso Pérez de Vivero, consejero de Estado y embajador de Francia. Había vivido previamente en Italia, donde publicó Delle lettere en 1661, y donde se casó con Maria de Carrara. Juan José de Austria lo nombra secretario de lenguas, debido al dominio que Bremundán tenía de varias de las europeas.
Se le atribuye la escritura de lo que luego se conocerá como la Gaceta de Madrid, nacida en enero de 1661 bajo el título Relación o gaceta de algunos casos particulares, así Políticos, como Militares, sucedidos en la mayor parte del Mundo, hasta fin de diciembre de 1660, cuando las gacetas semanales son ya algo habitual en otros países, si bien  la periodicidad inicial será mensual. Su título más habitual será Gazeta Nueva de los sucessos. Bremundán publicitó la causa española de la campaña para recuperar Portugal de su señor, Juan José de Austria, que fracasó. En torno a 1661, cuatro años antes de la muerte del rey, éste sólo tiene un heredero con pocas posibilidades de sobrevivir, que luego será Carlos II, y las esperanzas de Don Juan de Austria al trono son muy factibles. Para Bremundán la gaceta tenía una misión importantísima: informar y convencer al pueblo de las razones que movían a Don Juan de Austria, y presentarle así como competidor al legítimo heredero. La Gazeta madrileña sería así un vehículo de propaganda. El formato, cuatro hojas en cuarto, se imprimió con licencia por Julián de Paredes. Además, Bremundán publicará Relaciones sólo de los sucesos de Portugal, donde combatía Don Juan de Austria, sin periodicidad. Su formato, dos hojas en folio que imprimía Francisco Nieto. La primera serie de la Gazeta se inetrrumpirá en 1662. Su éxito es inmediato, pues se reimprime, a veces con notables adaptaciones, en Sevilla, Valencia, Zaragoza, Málaga y México. 
A la muerte del Rey, en 1665, la madre del nuevo rey, Carlos II, entonces un niño, Mariana de Austria envió a Juan José de Austria a Zaragoza, a donde le sigue su secretario, Fabro Bremundán. En Aragón, Bremundán fundó gacetas que seguirán alabando las hazañas de Don Juan de Austria, como los Avisos ordinarios de las cosas del Norte que comienzan en 1676. Al volver Juan José de Austria a la Corte de Madrid en 1677, Bremundán publica en la capital un nuevo periódico, a partir de julio de ese año: la Gazeta Ordinaria de Madrid. Juan José de Austria crea para él el cargo de gacetero oficial del Reino, lo que excluye a cualquier otra persona del negocio de la edición de gacetas. Juan José de Austria fallece en 1679, y en 1680 Carlos II prohíbe la publicación de papeles informativos. 
Entonces, Fabro Bremundán intenta publicar un Mercurio Literario Español, pero no obtiene autorización. En 1683 se permite de nuevo la publicación de periódicos en Espala, y entonces, Francisco Fabro Bremundán se asocia con el librero oficial del Rey, Sebastián Armendáriz, para editar las Nuevas Ordinarias del Norte, en otras ocasiones Nuevas Singulares del Norte. En 1689, Fabro Bremundán cede la gestión de la gaceta a Juan de las Hebas, quien, a la muerte de Bremundán, obtiene el cargo de gacetero mayor del Reino y continúa gestionando la publicación, ahora con el título de Noticias Ordinarias de las cosas del Norte, aunque por orden real los beneficios deben ir a parar al Hospital General. En 1696, el rey concede al empresario de origen navarro Juan de Goyeneche, de forma vitalicia y hereditaria, la gestión del periódico, que psará entonces a denominarse de forma definitiva Gaceta de Madrid. 

## Obra
- Historia de las hazañas de D. Juan de Austria en la Cataluña, Zaragoza (1663)
- Ensayo histórico sobre la guerra de Ungria, en cuatro tomos, Madrid (1684)